# León del Malecón
El León del Malecón está considerado como uno de los símbolos de la ciudad de Murcia (Región de Murcia, España). Se trata de una escultura de piedra arenisca tallada, situada en la entrada del paseo del Malecón, junto al río Segura.

## Orígenes
En la lápida de mármol negro del pedestal sobre la que se levanta se puede leer el texto:

Se reedificó esta pared y entrada y el León del Malecón siendo corregidor y capitán de guerra, de esta ciudad, el señor Joachin de Pareja y Obregón. Año de 1776.

Esta escultura conmemorativa representa a un león que sostiene un escudo de la ciudad que posee la séptima corona de Felipe V, concedida el 16 de septiembre de 1709, premiando la fidelidad murciana durante la Guerra de Sucesión Española.
Como comenta la leyenda antes descrita, se trata de un monumento conmemorativo de las obras de la pared o canalización que tuvo el río Segura a su paso por la ciudad, principalmente en su margen izquierda, para proteger a la urbe de las riadas una vez que la paulatina desaparición de las murallas hacía necesaria una nueva protección.
El León del Malecón formaba parte de dicha pared al ser el inicio de la comentada infraestructura que comenzaba en el Malecón y finalizaba en el actual paseo de Garay. Según se cree, la escultura del león formaba parte de la antigua puerta de Orihuela, representando un fiero guardián de la ciudad frente a la Corona de Aragón, siendo trasladado junto al Malecón para la nueva canalización del río.
Con la construcción del nuevo cauce urbano del Segura, que dio comienzo a finales de los años 50 del siglo XX, se modificó la disposición del León con respecto al río, quedando separado del nuevo muro.

## Actualidad
A lo largo de los años 1995-1997, al rediseñarse el espacio urbanístico de la zona donde actualmente se encuentra la pasarela del Malecón, la escultura fue desmantelada. A finales de 2008 la escultura se encontraba en un almacén del Centro de Arqueología de la Universidad de Murcia (Espinardo). La escultura se encontraba desmontada y su estado de conservación no era el mejor. Mostraba importantes alteraciones naturales, en algunos casos irreversibles, causadas por la erosión, cristalización, polución, contaminación atmosférica, filtración del agua y el posible crecimiento biológico al que ha podido estar expuesto. También ha sufrido alteraciones ocasionadas por un despiece y montaje erróneos. 
El tratamiento de restauración que se ha llevado a cabo ha sido una limpieza con medio mecánicos con ayuda del cepillado y aspirado seguida de la utilización de vapor saturado de agua de forma muy controlada. También han sido utilizados procesos químicos para eliminar la costra negra que se encontraba en toda la superficie. Las zonas debilitadas han sido rellenadas con resina epoxídica.
Actualmente la escultura se encuentra restaurada y expuesta en el Museo de la Ciudad de Murcia. No obstante, se ha instalado una réplica en el mismo lugar que ocupaba en el área próxima al paseo del Malecón.